# 3D Pixel Racing
3D Pixel Racing é um jogo de corrida estilo arcade desenvolvido pela Vidia, publicado pela Microforum Games e lançado em 14 de julho de 2011 nos Estados Unidos e em 8 de setembro de 2011 na Europa. O jogo foi lançado como um jogo para download no WiiWare e na App Store para dispositivos iOS. 3D Pixel Racing capitaliza fortemente em sua singularidade gráfica. Ao contrário da maioria dos jogos 3D, cada objeto em 3D Pixel Racing é feito de voxels multicoloridos que lembram os antigos jogos de 8 bits das décadas de 1970 e 80.

## Jogabilidade
A jogabilidade em 3D Pixel Racing é semelhante a outros jogos básicos de corrida. Os jogadores escolhem um piloto, carro e modo de jogo e competem em uma série de eventos nesse modo para desbloquear novos carros, pistas e pilotos. Cada pista do jogo tem vários pontos de verificação nos quais os tempos totais de corrida do jogador são registrados, para que os jogadores possam repetir as pistas para obter o melhor tempo. Os controles do jogo na versão Wii são quase iguais aos de Mario Kart Wii; o Wii Remote é colocado de lado e usado para simular um volante. A versão iOS do jogo usa o acelerômetro embutido do iPhone como um volante e dois botões na tela de toque para controlar o acelerador e o freio dos carros.